# 2Pac Live
Albums de 2Pac
Resurrection
(2003) Loyal to the Game
(2004)
2Pac Live est un album live posthume de 2Pac, sorti le 6 août 2004.
Il s'agit du premier album live du rappeur. En France, l'album s'est vendu à 2 200 exemplaires.

## Liste des titres
| No  | Titre                                      | Durée |
| --- | ------------------------------------------ | ----- |
| 1.  | Live Medley: California Love/So Many Tears | 3:03  |
| 2.  | Intro                                      | 0:13  |
| 3.  | Ambitionz Az a Ridah                       | 2:49  |
| 4.  | So Many Tears                              | 1:27  |
| 5.  | Troublesome                                | 3:04  |
| 6.  | Hit 'Em Up                                 | 4:16  |
| 7.  | Tattoo Tears                               | 2:39  |
| 8.  | Heartz of Men                              | 0:06  |
| 9.  | All Bout U                                 | 3:42  |
| 10. | Never Call U Bitch Again                   | 2:25  |
| 11. | How Do U Want It                           | 8:01  |
| 12. | 2 of Amerikaz Most Wanted                  | 6:06  |
| 13. | California Love                            | 5:34  |